# 赞布热拉-杜马尔
赞布热拉-杜马尔是葡萄牙贝雅区的一个堂区。总面积42.96平方公里，总人口844人，人口密度19.6人/平方公里。